# Louis de Navarre
 (juin 2017).
Louis de Navarre (nommé également Louis de Beaumont), comte de Beaumont-le-Roger, est né en 1341 et mort en 1376. Par son mariage il devint duc de Durazzo.

## Biographie

### Auxiliaire du roi de Navarre
Fils de Philippe III de Navarre et de Jeanne II de Navarre. Il est le frère cadet du roi Charles le Mauvais et de Philippe de Navarre, comte de Longueville. Lui même reçoit en apanage le comté de Beaumont-le-Roger.
De 1351 à 1361, il est lieutenant-général du royaume de Navarre pendant que ses frères aînés luttent dans le nord de la France contre le roi Jean II le Bon. Il parvient à maintenir le royaume à l'abri des conflits avec l'Aragon et la Castille.
Philippe de Navarre étant mort en 1363, Louis devient alors le principal collaborateur de son frère Charles le Mauvais. Après la défaite de Cocherel (16 mai 1364) il est investi par son frère du gouvernement des possessions navarraises du Cotentin et envoyé à Cherbourg (août 1364). Il mène une campagne militaire au cours de laquelle il s'empare de Valognes et d'Avranches, restaurant ainsi l'autorité navarraise. Il participe alors aux négociations qui aboutissent au traité d'Avignon (6 mars 1365) instaurant la paix entre le roi de France et le roi de Navarre.

### Duc de Durazzo
Les négociations en Avignon l'ont mis en relation avec les angevins de Naples et il obtient à la même époque la main de Jeanne d'Anjou, non seulement duchesse de Durazzo en Albanie, mais aussi héritière du royaume de Naples. En effet elle était la fille aînée de Marie de Calabre, sœur unique de la reine Jeanne Ire de Naples qui n'avait pas d'enfants. Louis se rend à Naples où le mariage est célébré le 18 juin 1366.
```
                          Rois de Naples
                                |
           _____________________|_______ 
          |                             |
     
Jeanne
 
I
re
                    
Marie de Calabre

  Reine de Naples                  (morte en 1366) 
   (depuis 1343)                        |
                                 Jeanne de Durazzo = Louis de Navarre
                                    Héritière        Comte de Beaumont
                                  (depuis 1366)
```

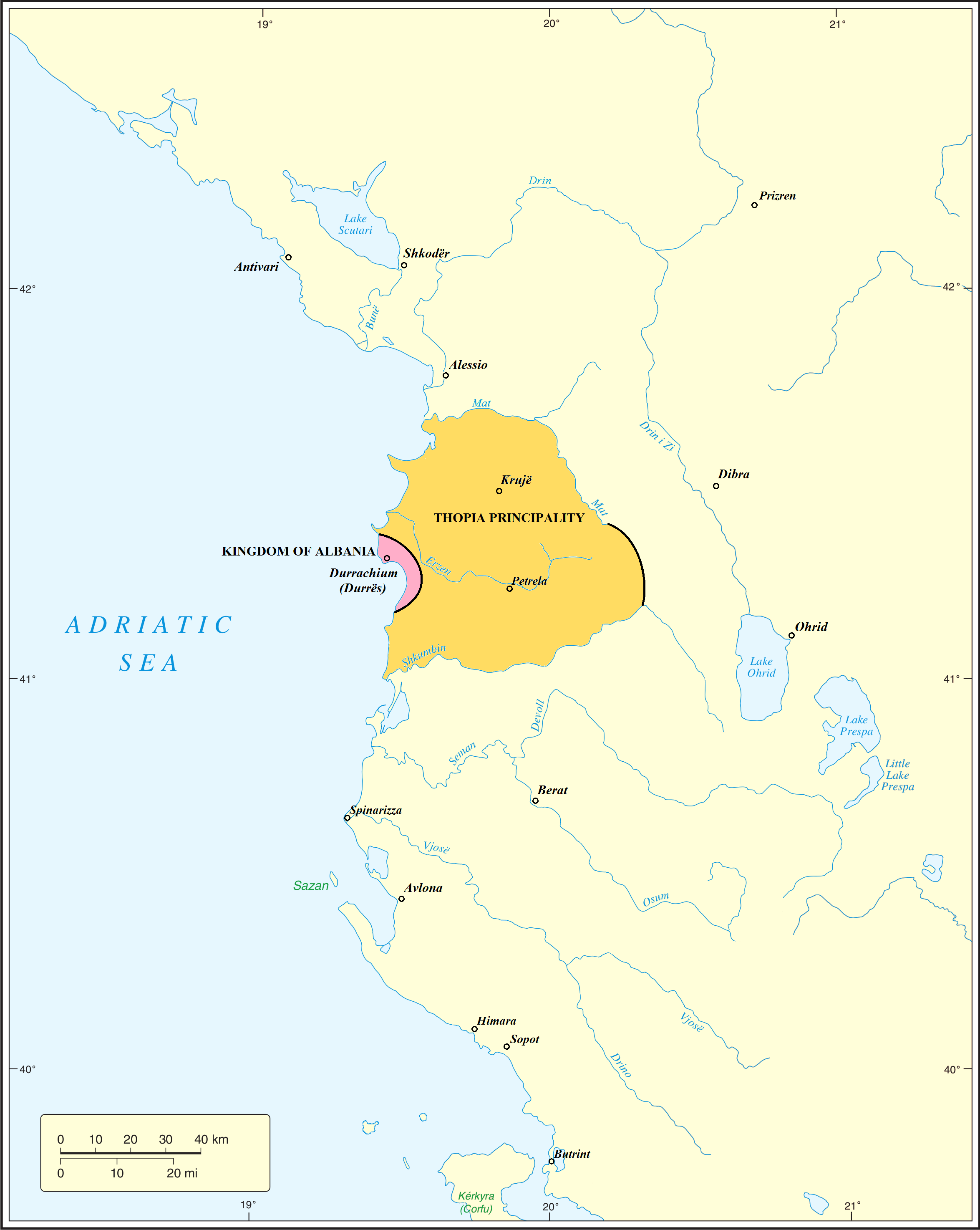
Le duché de Durazzo (Durrës) et la principauté albanaise de Karl Thopia en 1368

Les territoires albanais sont menacés depuis un certain temps par Karl Thopia, lui-même soutenu par Venise. La ville même de Durazzo tombe aux mains de Thopia en mars 1368.
La reine Jeanne Ire de Naples se trouvant alors en lutte contre les prétentions de Louis Ier d'Anjou, Louis de Navarre voit ses espérances de reconquête de Durazzo limitées.
C'est finalement de Navarre que le secours vient. Charles le Mauvais en effet organise une grande compagnie formée de navarrais et de mercenaires. Cette troupe est envoyée par la mer jusqu'en Albanie. Louis prend la direction de l'expédition et parvient à s'emparer de Durazzo (été 1376). Il meurt alors subitement peu après ce succès (automne 1376). Sa dépouille est ramenée à Naples tandis que la Compagnie de Navarre va commencer son périple jusque dans le Péloponnèse.

## Mariage et descendance
Louis de Navarre épousa en 1366 la duchesse Jeanne de Durazzo (fille de Charles de Durazzo et de Marie de Calabre), union qui fut sans postérité.
De sa maîtresse Marie de Lizarazu, de la noblesse navarraise, il eut :
- Charles de Beaumont, porte-étendard de Navarre, ancêtres des Beaumont-Navarre, comtes de Lerin.
- Tristan de Beaumont, chanoine de Pampelune
- Jeanne de Beaumont, épouse de Pes de Laxague, un des chefs de la Compagnie de Navarre et futur chambellan de Charles II de Navarre.